# マリア・ヨーゼファ・フォン・ハラハ
マリア・ヨーゼファ・フォン・ハラハ（Gräfin Maria Josefa von Harrach、1727年11月20日 - 1788年2月15日）は、オーストリアの貴族女性。リヒテンシュタイン侯ヨーハン・ネポムク・カールの妻。
フリードリヒ・アウグスト・フォン・ハラハ伯爵とその妻でリヒテンシュタイン侯アントン・フローリアンの娘マリー・エレオノーレ（1703年 - 1757年）の間の四女として生まれた。1744年3月19日、母方の従兄にあたるリヒテンシュタイン侯家の当主ヨーハン・ネポムク・カールと結婚した。ヨーハンとは間に子供のないまま結婚後4年で死別した。1752年11月28日に弟系ロプコヴィッツ侯家の当主ヨーゼフ（1724年 - 1802年）と再婚し、間に2男2女をもうけたが、成育したのは娘1人だけだった。